# All Star (노래)
All Star(올 스타)는 미국의 록 밴드 스매시 마우스의 두 번째 정규 음반 Astro Lounge(1999)에 수록된 곡이다. 그렉 캠프가 작사하고 에릭 발렌타인이 프로듀싱했으며, 1999년 5월 4일 Astro Lounge의 첫 번째 싱글로 발매되었다. 이 곡은 밴드의 레코드 레이블인 인터스코프가 싱글로 발매될 수 있는 곡들을 더 요청한 후 Astro Lounge를 위해 마지막으로 쓰여진 트랙 중 하나였다. 이 곡을 쓰면서 캠프는 슈가 레이와 서드 아이 블라인드와 같은 아티스트들의 현대 음악에서 음악적 영향을 받았고, 아웃사이더들을 위한 "찬가"를 만들려고 했다. 스매시 마우스의 데뷔 앨범 Fush Yu Mang(1997)의 더 스카 펑크 스타일과 대조적으로, 이 곡은 더 라디오 친화적인 스타일을 특징으로 한다.
이 노래는 음악 평론가들로부터 일반적으로 긍정적인 평가를 받았는데, 그들은 Fush Yu Mang에서 음악적 진전과 매력적인 음색을 칭찬했다. 제42회 그래미상에서 최고의 팝 듀오/그룹 퍼포먼스상 후보에 올랐다. 평론가들의 후속 평가는 "All Star"를 호의적으로 평가했으며, 일부는 이 곡을 1999년 최고의 노래 중 하나로 꼽았다. 이 곡은 호주, 캐나다, 빌보드 핫 100에서 상위 10위 안에 들었고, 빌보드 어덜트 탑 40과 메인스트림 탑 40 차트에서 1위를 차지하는 등 전 세계적으로 차트에 올랐다.
이 노래의 뮤직 비디오에는 "All Star"가 두드러지게 등장하는 슈퍼히어로 영화 미스테리 맨 (1999)의 캐릭터들이 등장한다. 이 노래는 미스테리 맨, 디지몬 더 무비, 그리고 특히 드림웍스 애니메이션의 2001년 영화 슈렉과 같은 영화에 여러 번 등장하면서 대중문화에서 유비쿼터스적인 존재가 되었다. 이 노래는 슈렉과의 연관성 덕분에 2010년대에 인터넷 밈으로 다시 인기를 얻었으며, 2017년부터 2021년까지 미국에서 가장 많이 스트리밍된 록 음악 중 하나로 선정되었다. 이 곡은 일반적으로 스매시 마우스의 시그니처 송으로 간주된다.

## 배경 및 녹음

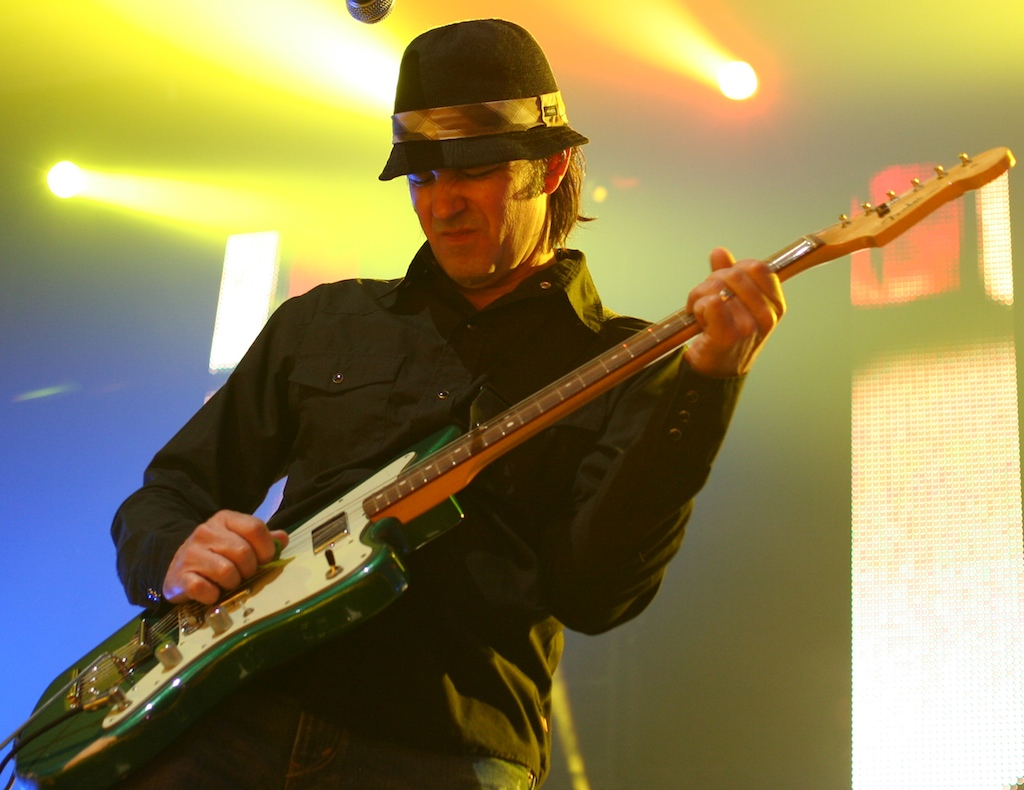
그렉 캠프 기타리스트는 1999년 Astro Lounge를 위해 마지막으로 녹음된 곡인 "All Star"를 작곡했다.

"All Star"는 스매시 마우스의 두 번째 앨범 Astro Lounge를 위해 마지막으로 녹음된 곡이었다. 나머지 앨범과 함께, 이 곡은 레드우드시티에 있는 H.O.S. 레코딩에서 프로듀싱, 믹싱, 엔지니어링되었다. 밴드의 이전 앨범 Fush Yu Mang이 리드 싱글 "Walkin' on the Sun"의 강세로 200만 장 이상 팔렸지만, 앨범의 다른 트랙 중 잘 팔린 곡은 없었으며, 이로 인해 일부는 밴드를 원 히트 원더로 분류했다. 스매시 마우스의 프로듀서인 에릭 발렌타인은 앨범이 매우 성공적이었지만, 나머지 부분이 싱글과 매우 비슷하지 않기 때문에 구매자들에게 자주 반품되는 "의심스러운 구별"을 가지고 있다고 말했다. Astro Lounge를 만들기 위해 밴드는 Fush Yu Mang을 특징으로 하는 스카 펑크 사운드에서 음악 스타일을 바꾸기로 결정했다. 스매시 마우스의 기타리스트인 그렉 캠프는 그의 팝 감성 때문에 Astro Lounge의 모든 곡을 작사하는 임무를 맡았다.
앨범을 완성한 후 스매시 마우스는 인터스코프에 제출했지만, 레이블은 첫 번째 또는 두 번째 싱글로 발매될 만한 곡이 없다고 판단하여 발매를 거부했다. 스매시 마우스의 매니저 로버트 헤이스는 빌보드 잡지 사본을 보여주며 캠프에게 추가 곡 작사에 대한 조언을 했다. 헤이스는 캠프에게 슈가 레이와 서드 아이 블라인드와 같은 아티스트들이 피처링된 차트 상위 50개 곡을 보여주며 "이 곡들 각각의 작은 조각"을 원한다고 말했다. 이틀 동안 캠프는 Astro Lounge의 첫 두 싱글이 될 "All Star"와 "Then the Morning Comes"를 작사했다.
"All Star" 작사를 위해 캠프는 밴드가 자주 받는 팬 레터에서 읽은 내용을 고려했다. 스매시 마우스에게 편지를 쓴 많은 팬들은 자신들을 아웃사이더로 여겼고 밴드와 강하게 동일시했으며, 캠프는 그들을 위한 "찬가를 쓰기로 결심했다". 그는 또한 희망적인 악기와 대조되는 더 우울한 가사를 포함했다. 스매시 마우스는 노래를 녹음할 시간이 많지 않았고 정규 드러머 대신 마이클 얼바노, 세션 드러머를 데려와 녹음했다. 발렌타인에 따르면, 메인 드럼 트랙 위에 더 오래된 노래의 추가 드럼 루프가 사용되었다. 베이시스트 폴 드 리즐이 이 곡의 휘파람을 연주했다.
매니저 로버트 헤이스는 이 곡을 여러 매체에 사용할 수 있도록 빠르게 라이선스를 취득했으며, 그 결과 몇 달 후 미스테리 맨 영화에 등장하게 되었다.

## 구성
"All Star"는 올림바장조의 키로 설정되었으며, 템포는 분당 104 비트이다. 작가들은 이 곡을 음악적으로 얼터너티브 록 및 파워 팝으로 묘사했다. 특히, 악기가 시작되기 전에 보컬이 시작되며, "somebody"의 첫 음절이 아나크루시스 역할을 한 후 두 번째 음절에서 베이스 기타가 합류하고 기타와 오르간이 뒤따른다. 밴드의 레이블은 이 구조를 싫어했고 라디오 방송국도 마찬가지였지만, 밴드는 노래를 그대로 유지하기 위해 싸웠고, 캠프는 "[라디오 DJ]들은 당신 노래 시작 부분에 대고 얘기하는 것을 좋아하지만, (...) 우리 노래가 나올 때는 조용히 해야 한다"고 말했다.
2017년 인터뷰에서 캠프는 간소화된 노래에 여러 층의 의미를 탐구하는 데 관심이 있다고 말했다. 사회적 전투 함성, 스포츠 찬가, 팬층 확증, 시적 가사, 웅장한 멜로디, 포함성, 예술적 뮤직 비디오, 그리고 더 많은 것들. 캠프는 이 노래를 "인생이 일반적으로 좋다는 일상적인 확언"이라고 묘사했으며, 이는 스매시 마우스의 "전통"이라고 불렀다. 그에 따르면, 밴드는 "재미있고 가벼운" 음악을 만들어줘서 감사하다는 아이들, 부모님, 선생님들로부터 받은 팬 레터를 자주 읽었다. 이 외에도 캠프는 두 번째 구절이 기후변화와 오존층 구멍을 다루고 있다고 말했다.

## 비평 반응 및 찬사
"All Star"는 음악 평론가들로부터 일반적으로 호평을 받았으며, 몇몇 평론가들은 이 곡을 스매시 마우스의 Fush Yu Mang에서의 음악적 진전의 예로 들었다. 캘거리 헤럴드의 토드 노르덴은 이 곡이 Fush Yu Mang의 노래보다 "훨씬 낫다"고 칭찬했고, AP 통신의 직원들은 이 곡을 밴드가 Astro Lounge에서 받아들인 "자유롭고 가벼운 음식"의 예로 칭찬했다. 더 모닝 콜 작가 존 틀레스키는 이 곡을 "새롭고 개선된" 사운드의 예로 호평했다.
이 노래는 또한 친숙한 음색으로 칭찬받았다. 스티븐 톰슨 디 A.V. 클럽은 "멈출 수 없을 정도로 중독성 있다"고 칭찬했고, 롤링 스톤 작가 데이비드 와일드는 이 노래가 히트할 가능성이 있다고 느꼈다. 애틀랜타 저널 컨스티튜션의 더그 해밀턴은 이 곡을 앨범의 "절정"이자 "완벽한 여름 찬가"라고 불렀다. 에드먼턴 저널의 산드라 스페로누스는 특히 "어리석음을 은유적으로 언급한" 부분을 언급하며 스매시 마우스의 지적인 작곡의 예로 "All Star"를 칭찬했다. 오스틴 아메리칸 스테이츠먼의 제이 드포어는 더 비판적이었는데, 이 곡을 "하늘로 사라지는 솜털 같고 MTV를 위해 만들어진 찬가"이자 "히트-바이-숫자의 전형적인 예"라고 불렀다.
2000년 제42회 그래미상에서 "All Star"는 최고의 팝 듀오/그룹 퍼포먼스상 후보에 올랐지만, 결국 산타나와 더 프로덕트 G&B의 "Maria Maria"에게 패했다. 빌보드와 페이스트 편집진의 회고 평가는 이 곡을 1999년 최고의 곡 중 하나로 꼽았고, 롤링 스톤 작가 로브 셰필드도 마찬가지였다. 스핀 작가 테일러 버먼도 마찬가지였다. 빌보드 작가 가브 긴즈버그는 슈렉에 등장한 이후 이 곡의 지속적인 문화적 영향과 인기 있는 밈 비디오 "수백 개"를 언급했으며, 버먼은 이 곡이 "그 자체로 생명"을 얻었고 "문화적 유물"이 되었다고 느꼈다. 페이스트의 지오프리 하임스는 이 곡을 "1999년 톱 40 라디오를 듣는 가장 좋은 이유"라고 불렀다. 시카고 리더의 레어 갈릴은 열렬한 평가에서 이 곡이 "장르를 초월하여 미국인의 해마에 영구적으로 박혔다"고 칭찬했다. 반대로, 노이지 편집진은 이 곡을 1990년대 최악의 곡 중 하나로 꼽았으며, 작가 애널리스 도메니히니는 이 곡을 "스카-팝이 애초에 존재하지 말았어야 하는 이유를 보여주는 유일한 논쟁거리"라고 불렀다. 2020년 뉴욕 타임스는 이 곡을 기후변화 노래 톱 10 중 1위로 선정했다.

## 발매 및 상업적 성적
"All Star"는 1999년 5월 4일에 Astro Lounge의 첫 번째 싱글로 발매되었다. 또한 슈퍼히어로 영화 미스테리 맨(1999)의 사운드트랙 앨범의 첫 번째 싱글이기도 했다. 1999년 5월 22일 주에 빌보드 핫 100에 75위로 진입했으며, 8월 14일에 최고 순위 4위에 도달했다. 이 곡은 컴포넌트 라디오 송 차트에서 1위를 차지했으며, 어덜트 탑 40과 메인스트림 탑 40 차트에서도 1위를 차지했다. "All Star"는 얼터너티브 송 차트에서 2위, 어덜트 얼터너티브 송 차트에서 5위를 기록했다. 이후 미국에서 300만 장의 판매량을 기록하여 RIAA로부터 트리플 플래티넘 인증을 받았다. 이 곡은 국제적으로 더 큰 성공을 거두었다. 캐나다에서는 RPM Top Singles 차트에서 2위, Adult Contemporary 차트에서 4위, Rock/Alternative 차트에서 6위를 기록했다. 이 곡은 오스트레일리아 싱글 차트에서 상위 10위 안에 들었고 핀란드, 아이슬란드, 뉴질랜드, 스코틀랜드, 스페인에서는 상위 20위 안에 들었다.
이 곡은 핫 100 연말 차트에서 17위를 기록했으며, 1999년 미국 어덜트 탑 40, 얼터너티브 송, 메인스트림 탑 40, 라디오 송 연말 차트에서 상위 10위 안에 들었다. 또한 호주 및 캐나다 연말 차트에도 등장하여 각각 31위와 4위를 기록했다. 이 곡은 이후 영국에서 더블 플래티넘, 호주 및 이탈리아에서 플래티넘 인증을 받았다.
"All Star"는 빌보드 록 스트리밍 송 차트에 등장하여 100주 이상 차트에 머물렀으며, 2019년 9월 21일 차트에서 3위의 최고 순위를 기록했다. 이 트랙은 2017년과 2018년에 가장 많이 스트리밍된 록 곡 중 하나로 선정되었으며, 2019년 미국 록 스트리밍 송 연말 차트에서 6위를 기록했다.

## 뮤직 비디오
맥지 감독이 연출한 뮤직 비디오에는 슈퍼히어로 영화 미스테리 맨의 캐릭터인 윌리엄 H. 메이시, 벤 스틸러, 행크 아자리아, 폴 루번스, 켈 미첼, 저닌 거로펄로, 더그 존스, 데인 쿡이 카메오로 출연하며, 이 영화에서는 이 노래가 크게 사용되었다. 이들의 영상 속 모습은 주로 영화의 스톡 푸티지를 바탕으로 하며, 다른 모든 장면에서는 이 캐릭터들이 바디 더블에 의해 연기되었고 뒤에서만 묘사되었다. 영상은 미스테리 맨의 캐릭터들이 신입 대원을 찾는 것으로 시작되며, 그룹은 몇몇 지원자를 거부한 후 스매시 마우스 보컬 스티브 하웰에게 관심을 표현한다. 나머지 영상은 미스테리 맨 장면 외에 하웰이 여러 위업(불타는 건물에서 개를 구하고 넘어진 스쿨버스를 뒤집는 것)을 수행하는 데 초점을 맞추고 있다.
2019년 6월, 뮤직 비디오는 20주년을 기념하여 고화질로 디지털 리마스터링되었고 자막이 추가되었다. 그때까지 유튜브에서 2억 1900만 회 이상의 조회수를 기록했다. 2025년 기준 영상은 5억 2300만 회의 조회수를 기록했다.

## 라이브 공연
스매시 마우스는 1999년 7월 펜웨이 파크에서 열린 메이저 리그 베이스볼 홈런 더비에서 "All Star"를 공연했다. 밴드가 연주를 마친 후 캠프는 스타디움을 철거하고 새로운 시설로 교체할 계획을 언급하며 "Save Fenway Park"라고 말했고, 이는 관중들의 야유를 불러일으켰다. 스매시 마우스는 1999년 9월 9일 폭우 속에서 1999년 MTV 비디오 뮤직 어워드의 오프닝 액트로 이 곡을 공연했다.
2015년 6월 14일 포트콜린스에서 열린 Taste of Fort Collins 행사에서 이 노래 공연은 관중들이 무대 위로 빵을 던지기 시작하면서 잘못되었다. 나머지 밴드가 "All Star"의 오프닝 리프를 반복하는 동안 하웰은 무대 위로 물건을 던지는 사람을 때리겠다고 위협하며 군중에게 3분간 욕설을 퍼부었다. 하웰이 군중 속으로 들어가려고 하자 경비원들이 그를 제지했다. 밴드는 계속 연주했고 군중은 하웰 대신 노래를 불렀다. 스매시 마우스는 2016년 8월 28일 어배너 스위트콘 페스티벌에서 이 곡을 공연했다. 하웰은 공연 도중 의식을 잃고 인근 병원으로 옮겨졌지만, 밴드는 하웰 없이 공연을 계속했다.

## 문화적 영향

### 영화 및 대중문화
"All Star"는 발매 후 수년 동안 영화에서 자주 사용되었다. 이 노래는 1999년 형사 가제트와 미스테리 맨에 피처링되었는데, 후자는 이 노래의 뮤직 비디오의 기초가 되었다. 이듬해 디지몬 더 무비에도 등장했으며, 심지어 이 영화의 사운드트랙에도 포함되었다. 2001년 영화 노 브레인 레이스에서 밴드가 라이브 콘서트에서 연주하는 장면과 엔딩 크레딧에 크게 사용되었다. 2001년 드림웍스 애니메이션 영화 슈렉 오프닝 크레딧에 수록되면서 다시 인기를 얻었다. 슈렉 제작진은 원래 오프닝 크레딧에 이 곡을 임시로 사용했으며, 맷 마하페이의 밴드 셀프의 오리지널 곡인 "Stay Home"으로 "All Star"의 느낌을 모방하려고 했다. 하지만 드림웍스 경영진 제프리 캐천버그는 대신 "All Star"를 사용하도록 제안했다. 스매시 마우스는 처음에는 가족 영화에 참여하는 것을 꺼려했지만, 드림웍스는 밴드의 음악을 영화에 포함시키는 것을 강력히 주장했다. 슈렉의 사전 시사회에 초대된 밴드 멤버들은 감명을 받았고 결국 "All Star"의 영화 사용 허가를 허락했다. 그들은 또한 엔딩 장면에 몽키스의 "I'm a Believer"의 새로운 버전을 연주했다. 영화 공동 감독인 비키 젠슨은 "All Star"가 주인공 오거(성우: 마이크 마이어스)의 분위기와 성격에 완벽하게 맞아떨어진다고 설명했다. 그는 "혼자 사는 삶에 행복해하고 그 삶에 대해 배워야 할 것이 많다는 것을 전혀 모른다"고 말했다. 첫 번째 영화에 이어, 2007년 슈렉 3에서 슈렉, 동키(성우: 에디 머피) 및 장화 신은 고양이(성우: 안토니오 반데라스)가 체육관에 들어가 아서 펜드래곤(성우: 저스틴 팀버레이크)을 만날 때 워스터셔 아카데미에서 악대가 잠깐 후렴구를 연주했다.
"All Star"는 스포츠 경기에서 흔히 연주된다. 스포츠 팬들 사이에서 너무 인기가 많아 1999년 메이저 리그 베이스볼 홈런 더비에서 연주하게 되었고, 이후 수십 개의 스포츠 행사에서 이 곡을 공연했다. 두 번째 구절은 기후변화 시위에 사용되었다. 이 곡의 비무대 뮤지컬 각색 작품인 'All Star: 최고의 브로드웨이 뮤지컬'은 밴드에 의해 공식적으로 승인되었다. "All Star"는 뮤지컬의 유일한 곡으로, 다양한 장르와 스타일로 각색되었다. 폴리곤의 시단트 아드라카는 연극 독회에 참석하여 이 연극을 "주크박스 뮤지컬이지만 주크박스가 고장 났다"고 묘사했다. 연극의 개념에 대해 아드라카는 "지구상에서 가장 어리석은 생각처럼 들리지만, 캐스팅 멤버 모두가 속임수에 전념하지 않았는지 나는 감히 말할 수 없다"고 말했다.

### 패러디 및 밈
"All Star"는 인터넷 밈으로 널리 사용되며 자주 패러디된다. 리믹스 및 밈은 종종 슈렉과의 연관성에 초점을 맞추며, 슈렉은 큰 온라인 팬덤과 밈 커뮤니티를 가지고 있다. 노래의 기본적인 구조는 매시업이나 리믹스에 쉽게 사용될 수 있다. NPR은 이 노래가 "마치 리믹스, 매시업, 밈 기계를 통해 짜내기 위해 만들어진 것 같다"고 말했다. 노래의 후렴구와 "somebody"로 시작하는 첫 구절은 널리 알려져 있어 자주 웃음거리로 사용된다.
유튜브 채널 Richalvarez가 2009년에 업로드한 "Mario, You're a Plumber"는 플랫폼에서 "All Star"의 가장 초기의 음악 패러디로 확인되었다. 닌텐도 캐릭터 마리오를 테마로 한 이 영상은 2024년 기준 160만 회 이상의 조회수를 기록했다. 닐 시시에레가는 4개의 매시업 앨범(Mouth Sounds, Mouth Silence, Mouth Moods, Mouth Dreams)을 발매했으며, 이 앨범들에는 1990년대 다른 인기 곡들과 함께 "All Star"가 두드러지게 리믹스되었다. 특히 2014년의 Mouth Sounds 인기는 이 곡이 다시 인기를 얻고 관심을 받게 된 시점으로 언급된다. 이 트랙은 2016년 유튜버 존 수다노로부터 추가적인 노출을 받았는데, 그는 다른 곡들의 악기 연주에 자신의 가사를 부르는 영상을 거의 독점적으로 게시하여 100만 명 이상의 구독자를 확보했으며, 결국 2024년 기준 1억 1200만 회 이상의 조회수를 기록했다. 이러한 패러디 및 밈으로 인해 2016년 말 공식 뮤직 비디오의 유튜브 조회수가 크게 증가했다. ABC 뉴스 라디오에 따르면 2016년 12월 하루 평균 21,000회에서 155,000회로 증가했으며, 2017년에는 하루 478,000회로 최고치를 기록했다. 이때쯤 "All Star"는 인터넷에서 너무 인기가 많아 더 데일리 닷의 오스틴 파월은 이 곡을 "상업 라디오에서 그랬던 것만큼 거의 피할 수 없는 존재"로 묘사했다.
스매시 마우스는 이 노래의 밈 상태를 받아들였다. 밴드는 처음에는 새로운 인기에 망설였지만 점차 이 개념에 익숙해졌다. 더 데일리 닷과의 인터뷰에서 하웰은 인터스코프를 통해 노래 10개의 리믹스를 발표했기 때문에 자신들이 "밈을 발명했다"고 생각한다고 말했다. 하웰에 따르면, 스매시 마우스는 이 노래를 자신들의 유산으로 "완전히 받아들였으며" 이 노래에 대한 "강박 관념"을 "그들이 감사하는 사랑의 수준"으로 간주한다. 밴드는 리믹스 또는 커버에 피처링 요청을 받았지만, 스매시 마우스는 "다른 사람들이 하면 아름다움이 더해지지만, 우리가 하면 가치가 떨어질 것 같다"는 이유로 어떤 참여도 거절했다. 스매시 마우스에 더 이상 참여하지 않는 캠프는 "All Star"의 지속적인 인기에 "기쁘다"고 말하며 수다노와 친구가 되었다. 캠프는 특히 사이먼 & 가펑클의 "사운드 오브 사일런스"와의 "슬픈" 매시업인 "사운드 오브 스매시 마우스"에 감사했는데, 이는 캠프가 "All Star"에 포함시킨 우울한 가사를 강조한다.

## 트랙 리스트
| - 7인치 싱글 1. "Smash Mouth all the Hollywood" – 9:12 2. "All Star" – 3:24 - 맥시 싱글 1. "All Star" – 3:20 2. "Walkin' on the Sun" – 3:27 3. "Why Can't We Be Friends" – 4:46 4. "Can't Get Enough of You Baby" – 2:31 - CD/카세트 싱글 1. "All Star" – 3:20 2. "Walkin' on the Sun" – 3:27 | - UK 강화 싱글 1. "All Star (Sports Edit)" – 3:39 2. "Walkin' on the Sun" – 3:25 3. "Can't Get Enough of You Baby" – 2:30 4. "Walkin' on the Sun (CD-ROM video)" – 3:26 - UK CD 싱글 1. "All Star (Sports Edit)" – 3:22 2. "Walkin' on the Sun (Sun E Delight Remix)" – 6:09 3. "The Fonz" – 3:37 |

## 참여자
Astro Lounge 라이너 노트에 나오는 참여자 목록
스매시 마우스
- 스티브 하웰 – 리드 보컬
- 그렉 캠프 – 기타, 추가 키보드, 백 보컬
- 폴 드 리슬 – 베이스, 백 보컬

프로덕션
- 에릭 발렌타인 – 프로덕션, 엔지니어링, 믹싱
- 마크 캠프 – SF 스타일링(턴테이블, 효과)
- 브라이언 가드너 – 마스터링
- 트레버 애드킨슨 – 엔지니어링
- 마이클 어바노 – 드럼[1]

## 차트
| 차트 (1999–2000)                       | 최고 순위 |
| -------------------------------------- | --------- |
| 오스트레일리아 (ARIA)                  | 4         |
| 벨기에 (울트라팁 플랑드르)             | 9         |
| 캐나다 탑 싱글 (RPM)                   | 2         |
| 캐나다 어덜트 컨템포러리 (RPM)         | 4         |
| 6                                      |           |
| Canada CHR (Nielsen BDS)               | 2         |
| 유럽 (유로차트 핫 100)                 | 63        |
| 핀란드 (수오멘 비랄리넨 리스타)        | 17        |
| 독일 (미디어 컨트롤 AG)                | 74        |
| 아이슬란드 (이슬렌스키 리스틴 토프 40) | 18        |
| 네덜란드 (네덜란드스 탑 40)            | 38        |
| 네덜란드 (싱글 톱 100)                 | 57        |
| 뉴질랜드 (레코드 뮤직 NZ)              | 15        |
| 스코틀랜드 (오피셜 차트 컴퍼니)        | 19        |
| 스페인 (푸로무시카에)                  | 17        |
| 스웨덴 (스베리예토프리스탄)            | 49        |
| 영국 싱글 (오피셜 차트 컴퍼니)         | 24        |
| 미국 빌보드 핫 100                     | 4         |
| 5                                      |           |
| 미국 어덜트 탑 40 (《빌보드》)         | 1         |
| 미국 얼터너티브 송 (《빌보드》)        | 2         |
| 미국 팝 송 (《빌보드》)                | 1         |

| 차트 (2019-2024)                 | 최고 순위 |
| -------------------------------- | --------- |
| 폴란드 (폴란드 에어플레이 탑 20) | 84        |
| 미국 록 스트리밍 송 (빌보드)     | 3         |

| 차트 (1999)                    | 순위 |
| ------------------------------ | ---- |
| 호주 (ARIA)                    | 31   |
| 캐나다 톱 싱글 (RPM)           | 4    |
| 캐나다 성인 동시대 (RPM)       | 57   |
| 캐나다 록/얼터너티브 (RPM)     | 32   |
| 미국 빌보드 핫 100             | 17   |
| 미국 어덜트 탑 40 (빌보드)     | 8    |
| 미국 메인스트림 탑 40 (빌보드) | 2    |
| 미국 모던 록 트랙 (빌보드)     | 9    |
| US Triple-A (빌보드)           | 22   |

| 차트 (2000)                | 순위 |
| -------------------------- | ---- |
| 미국 어덜트 탑 40 (빌보드) | 61   |

| 차트 (2017)                  | 순위 |
| ---------------------------- | ---- |
| 미국 록 스트리밍 송 (빌보드) | 29   |

| 차트 (2018)                  | 순위 |
| ---------------------------- | ---- |
| 미국 록 스트리밍 송 (빌보드) | 15   |

| 차트 (2019)                  | 순위 |
| ---------------------------- | ---- |
| 미국 록 스트리밍 송 (빌보드) | 6    |

| 차트 (2020)                  | 순위 |
| ---------------------------- | ---- |
| 미국 록 스트리밍 송 (빌보드) | 40   |

## 인증
| 국가                                                            | 인증        | 판매량/출하량 |
| --------------------------------------------------------------- | ----------- | ------------- |
| 오스트레일리아 (ARIA)                                           | 플래티넘    | 70,000^       |
| 브라질 (Pro-Música Brasil)                                      | 골드        | 30,000        |
| 덴마크 (IFPI Danmark)                                           | 플래티넘    | 90,000        |
| 독일 (BVMI)                                                     | 골드        | 250,000       |
| 이탈리아 (FIMI)                                                 | 플래티넘    | 50,000        |
| 뉴질랜드 (RMNZ)                                                 | 4× 플래티넘 | 40,000        |
| 스페인 (PROMUSICAE)                                             | 플래티넘    | 50,000        |
| 영국 (BPI)                                                      | 2× 플래티넘 | 1,200,000     |
| 미국 (RIAA)                                                     | 3× 플래티넘 | 3,000,000     |
| ^출하량을 기반으로 한 인증 · 판매량+스트리밍을 기반으로 한 인증 |             |               |